# Driving Home the Cows
Pour plus de détails, voir Fiche technique et Distribution.
Driving Home the Cows est un film américain produit par Kalem, réalisé par Sidney Olcott et sorti en 1912.

## Fiche technique
- Titre original : Driving Home The Cows
- Réalisation : Sidney Olcott
- Société de production : Kalem
- Scénario : d'après un poème de Katherine Osgood
- Pays de production :  États-Unis
- Photo : George K. Hollister
- Longueur : 1000 pieds
- Date de sortie :
  - États-Unis : 1er janvier 1912 (New York)

## Distribution
- Jack J. Clark
- Alice Hollister